# Pascal Ackermann
Pascal Ackermann   (Kandel, 17 de gener de 1994) és un ciclista alemany. Professional des del 2013, actualment corre a l'equip UAE Team Emirates. Abans, entre el 2017 i el 2021, va córrer a l'equip Bora-Hansgrohe. Competeix tant en la carretera com en la pista. En el seu palmarès destaquen tres etapes al Giro d'Itàlia, la Classificació per punts d'aquesta mateixa cursa, on fou el primer alemany en guanyar-la, dues etapes a la Volta a Espanya i el Campionat d'Alemanya en ruta de 2018.

## Palmarès en carretera
- 2012
  - Vencedor d'una etapa a la Volta a la Baixa Saxònia júnior
- 2015
  - Vencedor d'una etapa a la Szlakiem Grodów Piastowskich
- 2016
  -  Campió d'Alemanya en ruta sub-23
  -  Campió d'Alemanya en contrarellotge per equips
  - Vencedor de 2 etapes al Tour de Berlín
- 2018
  -  Campió d'Alemanya en ruta
  - 1r a la RideLondon Classic
  - 1r a la Brussels Cycling Classic
  - 1r al Gran Premi de Fourmies
  - Vencedor d'una etapa al Tour de Romandia
  - Vencedor d'una etapa al Critèrium del Dauphiné
  - Vencedor de 2 etapes a la Volta a Polònia
  - Vencedor d'una etapa al Tour de Guangxi
- 2019
  - 1r a la Clàssica d'Almeria
  - 1r a la Bredene Koksijde Classic
  - 1r a l'Eschborn-Frankfurt
  - 1r al Gran Premi de Fourmies
  - 1r a la Gooikse Pijl
  - Vencedor de 2 etapes al Giro d'Itàlia i  1r de la Classificació per punts
  - Vencedor d'una etapa a la Volta a Eslovènia
  - Vencedor d'una etapa a la Volta a Alemanya
  - Vencedor de 2 etapes a la Volta a Polònia
  - Vencedor de 2 etapes al Tour de Guangxi
- 2020
  - 1r a la Clàssica d'Almeria
  - Vencedor de 2 etapes al Sibiu Cycling Tour
  - Vencedor de 2 etapes a la Tirrena-Adriàtica
  - Vencedor d'una etapa a l'UAE Tour
  - Vencedor de 2 etapes a la Volta a Espanya
- 2021
  - Vencedor de 2 etapes al Sibiu Cycling Tour
  - Vencedor de 3 etapes a la Settimana Ciclistica Italiana
  - Vencedor d'una etapa a la Volta a Alemanya
- 2022
  - Vencedor d'una etapa a la Volta a Polònia
- 2023
  - Vencedor d'una etapa al Giro d'Itàlia
  - Vencedor d'una etapa a la Volta a Àustria
- 2025
  - 1r a la Clàssica de Dunkerque

### Resultats al Giro d'Itàlia
- 2019. 122è de la classificació general. Vencedor de 2 etapes.  1r de la Classificació per punts
- 2023. 82è de la classificació general. Vencedor d'una etapa

### Resultats al Tour de França
- 2024. 112è de la classificació general
- 2025. 125è de la classificació general

### Resultats a la Volta a Espanya
- 2020. 131è de la classificació general. Vencedor de 2 etapes
- 2022. 111è de la classificació general

## Palmarès en pista
- 2011
  -  Campió del món júnior en Velocitat per equips (amb Max Niederlag i Benjamin König)
- 2012
  -  Campió d'Europa júnior en Òmnium